# Gare d'Østerport
La gare d'Østerport (en danois : Østerport Station) est une importante gare ferroviaire de Copenhague. Elle est située au centre de la ville entre les quartiers d'Indre By et d'Østerbro, c'est-à-dire au nord du centre-ville historique de Copenhague. Elle est nommée d'après l'ancienne porte de ville Østerport (en français : la porte de l'Est), près de l'emplacement d'origine de laquelle elle est située. La station est fréquentée par environ 35 000 passagers chaque jour.

## Histoire
La station est ouverte au service de voyageurs depuis 1897 en tant que terminus de la ligne ferroviaire littorale, reliant Copenhague à Elseneur. En 1917 une connexion directe a été créée avec la gare centrale de Copenhague. Depuis 1934 la gare d'Østerport est desservie par le réseau régional S-tog, et depuis 2019 par le réseau du métro de Copenhague.

## Service des voyageurs

### Desserte
La gare est desservie par les certains trains InterCity à travers le Danemark, des trains régionaux vers l'île de Seeland et le sud de la Suède (le réseau de l'Øresundståg), ainsi que par le S-tog (le réseau express régional de la Métropole de Copenhague), lignes A, B, Bx, C, E et H.

### Intermodalité
La gare est desservie par la station éponyme du métro de Copenhague, desservie par les M3 et M4.